# Traducció (genètica)

Diagrama de la traducció d'ARNm i la síntesi de proteïnes pel ribosoma (en verd)

Traducció (en anglès; translation) en la biologia molecular i la genètica és el tercer estadi de la biosíntesi proteica (part del procés de l'expressió gènica). En la traducció l'ARN missatger (ARNm) produït per transcripció es descodifica pels ribosomes per a produir una cadena d'aminoàcids específica o polipèptid, que més tard serà plegada dins una proteïna activa. En els bacteris la traducció ocorren en el citoplasma. En els eucariotes la traducció ocorre a través de la membrana del reticle endoplasmàtic en un procés anomenat síntesi vectorial. Molts tipus d'ARN transcrit com l'ARN de transferència, ARN ribosòmic i ARN nuclear petit no experimenten la traducció a proteïnes.
Hi ha quatre fases en la traducció: activació, iniciació, elongació i terminació (totes les fases descriuen el creixement de la cadena d'aminoàcids que és el producte de la translació). Els aminoàcids són portats als ribosomes i assemblats en proteïnes.
Un gran nombre d'antibiòtics actuen inhibint la traducció. Els ribosomes procariotes tenen una estructura diferent dels ribosomes eucariotes i així els antibiòtics poden actuar sobre infeccions bacterianes sense detriment dels hostes eucariotes.

## Mecanisme bàsic

Un ribosoma traduint una proteïna. Els ARNt estan acolorits de blau fosc. En la darrera part de l'animació, la proteïna és canalitzada per travessar la bicapa lipídica

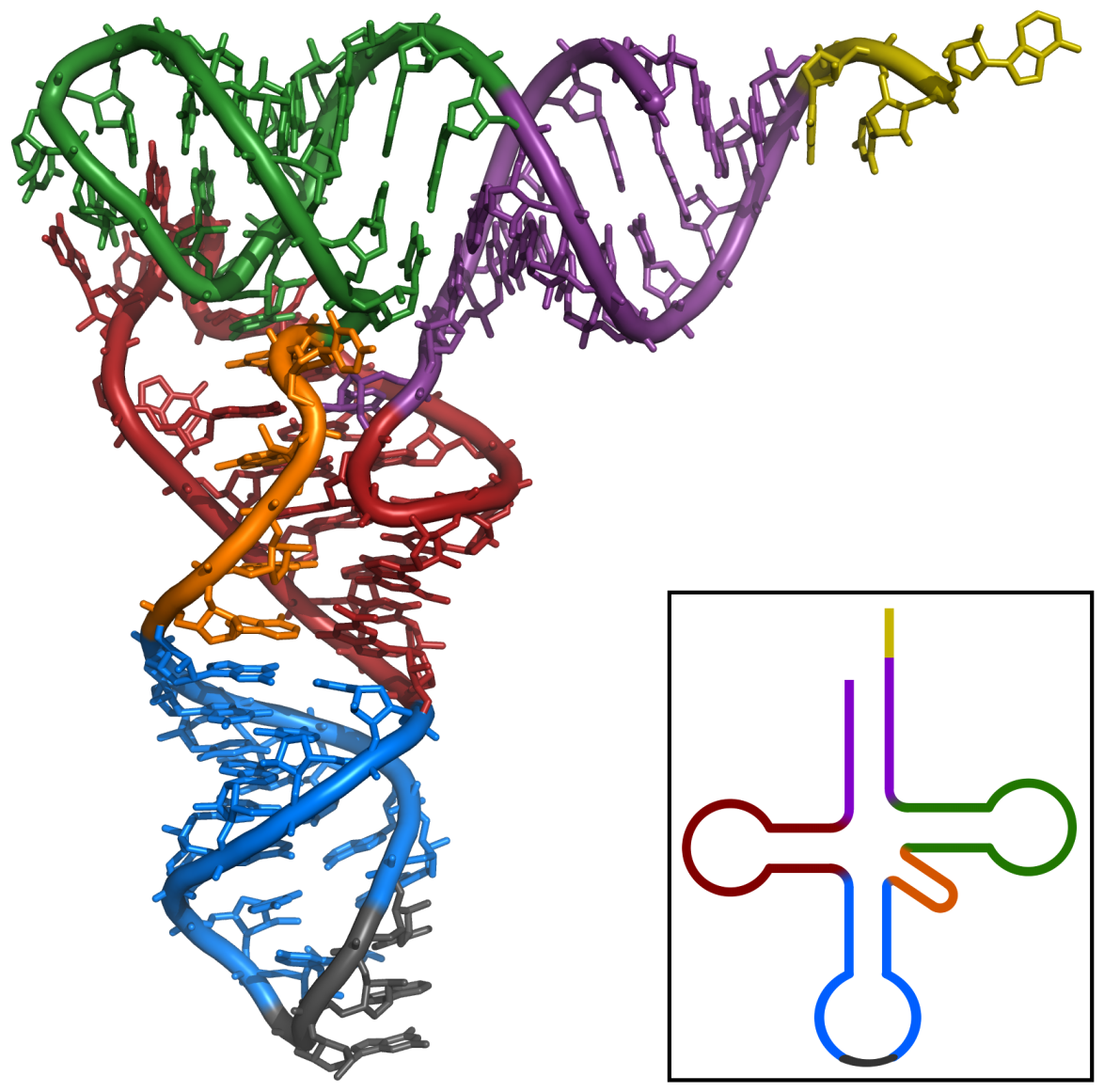
Estructura terciària del tRNA. CCA cua en taronja, Tija acceptora en porpra, braç D en roig, braç Anticodon en blau amb Anticodon en negre, braç T en verd.

El procés bàsic de la producció de proteïna és l'addició d'un aminoàcid a la vegada al final d'una proteïna. Aquesta operació la fa el ribosoma. Escollir el tipus d'aminoàcid ho determina una molècula d'ARNm.
Un ribosoma està format per dues subunitats: una subunitat petita i una subunitat gran. Aquestes subunitats s'uneixen abans de la traducció de l'ARNm a una proteïna per proporcionar una ubicació per a la traducció i per produir un polipèptid. L'elecció del tipus d'aminoàcid a afegir està determinada per una molècula d'ARNm.